# 香港生命
香港生命集團控股有限公司（簡稱香港生命，港交所：8212），是香港一家創業板上市公司，主要在香港從事骨灰龕及紙紮品業務，也透過其新加坡附屬公司從事食油分銷業務。

## 歷史
香港生命前身為1999年成立的問博控股有限公司（簡稱問博控股），於2002年5月在香港交易所創業板上市。
問博控股除了從事食油分銷業務，早期也從事中國製藥業顧問服務，後來則改為發展天然氣及石油業務，直到2008年出售天然氣業務及終止持有油田利潤分配權。
2010年4月，問博控股與其主要股東眾彩股份（港交所：8156）聯合宣佈以10.85億港元收購新界牛潭尾一幅地皮，計劃興建65,000個骨灰龕龕位（即後來的明月山項目），估值達13億港元，當時其股價曾創40.944港元的歷史高位。同年7月至8月，明月山項目被指涉嫌非法改建香港三級歷史建築。同年10月22日，規劃署指明月山項目違反地契用途和《牛潭尾分區計劃大綱圖》，非法經營骨灰龕，問博控股其後要求發展局覆核。同年12月8日，問博控股改為現名。2011年2月，香港生命入稟法院就規劃署的傳票提出司法覆核，香港高等法院於同年10月3日判處香港生命敗訴，香港生命即時停牌，停牌前股價收報0.425港元，較歷史高位下跌99%。

## 明月山項目
明月山（英文：The Shrine）是香港生命的旗下的骨灰龕，也是其主要業務。項目位於新界元朗區牛潭尾近新田公路一帶，面積2180平方米。截至2011年10月初，明月山設有1,560個龕位，其中540個屬雙人位，合共可安放2,100名先人的骨灰，當中204個龕位已出售，有14個更已被安放骨灰。

## 外部連結
- 明月山官方網站